# Lortet
Lortet é uma comuna francesa na região administrativa de Occitânia, no departamento dos Altos Pirenéus. Estende-se por uma área de 3,63 km². Em 2010 a comuna tinha 221 habitantes (densidade: 60,9 hab./km²).